# Daniël de Jong

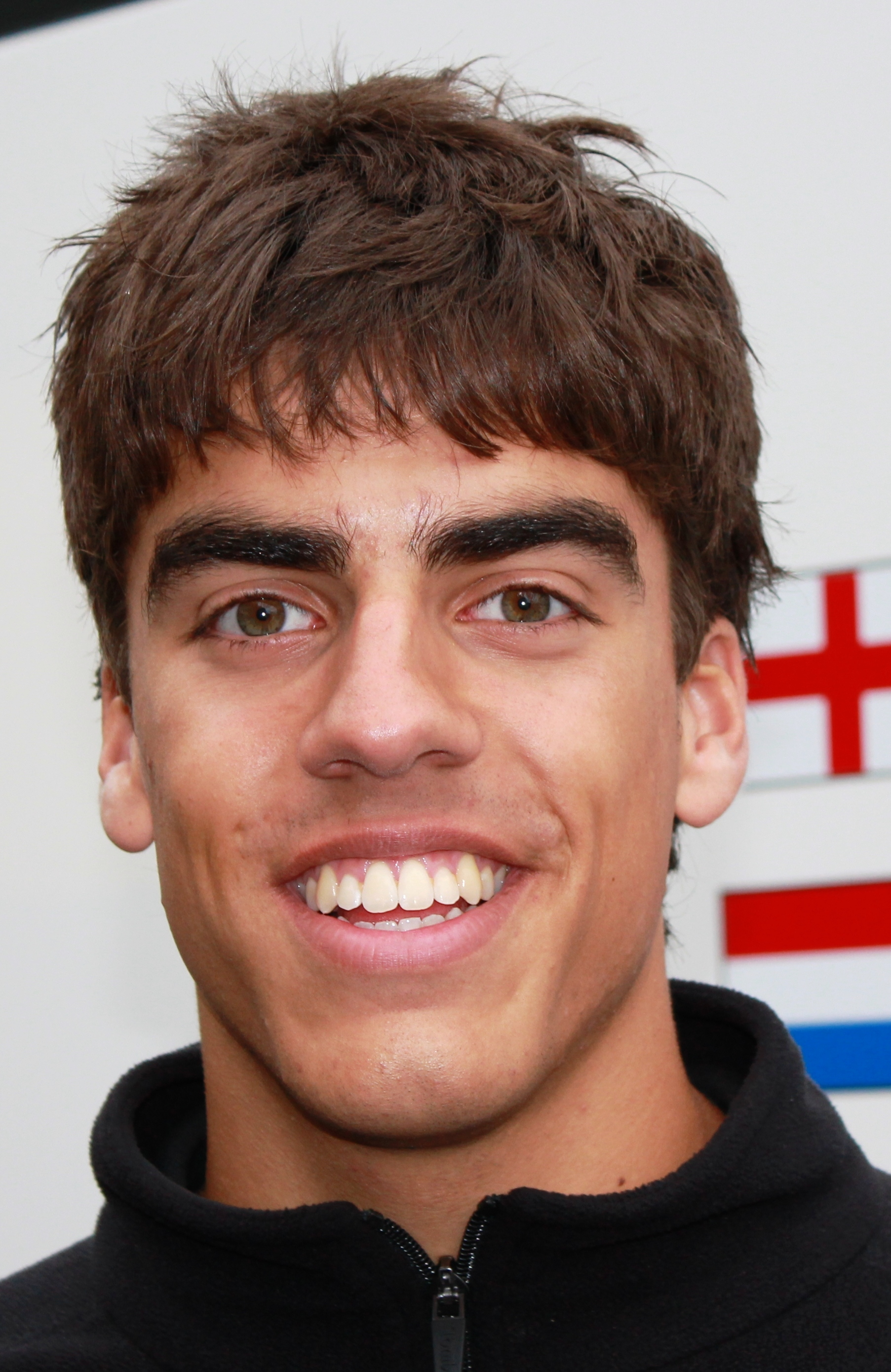
De Jong en 2011.

Daniël de Jong (Róterdam, 9 de julio de 1992) es un piloto de automovilismo neerlandés.

## Carrera

### Fórmula Renault 2.0
Después de una larga carrera de karting en los Países Bajos y una corta aparición en la Serie Neerlandesa Winter Endurance, De Jong debutó en un solo asiento en 2008 en la Fórmula Renault 2.0 NEC, donde terminó la temporada en el puesto 13 en el campeonato. También participó en la Fórmula Renault 2.0 NEZ, donde logró dos poles y una victoria y terminó octavo en el campeonato, y una ronda de la Fórmula Renault 2.0 WEC en Spa-Francorchamps.
En 2009, De Jong participó tanto en la Eurocup Formula Renault 2.0 como en la Fórmula Renault 2.0 NEC para el equipo MP Motorsport. En la Eurocopa logró dos puntos en el Hungaroring y terminó 25º en el campeonato, mientras que en el NEC logró el podio en Nürburgring y en Spa-Francorchamps para terminar noveno en el campeonato, a pesar de terminar la tercera ronda del campeonato. faltaba la temporada en Alastaro.
En 2010, De Jong montó una segunda temporada en la Eurocup Formula Renault 2.0. Después de terminar segundo detrás de Kevin Korjus en la primera carrera en Motorland Aragón, terminó ocho puntos más para terminar noveno en el campeonato. También participó en algunas carreras en la Fórmula Renault 2.0 NEC, donde ganó una victoria en la última carrera de la temporada en Nürburgring, junto con un segundo lugar en Brno a principios de la temporada. Terminó undécimo en el campeonato, a pesar de competir en solo seis de las dieciocho carreras.

### Fórmula Renault 3.5 Series
En octubre de 2010, De Jong condujo un automóvil Formula Renault 3.5 Series por primera vez cuando probó para el equipo Draco Racing en la primera prueba de postemporada en Barcelona. Una semana después también probó para Comtec Racing en Motorland Aragón y en febrero de 2011 se anunció que había firmado para conducir para este equipo en 2011 en la Fórmula Renault 3.5 Series con su compañero Daniel McKenzie.

### Auto GP
Además de sus obligaciones en la Fórmula Renault 3.5, De Jong también participa en el Auto GP en 2011 para el equipo MP Motorsport. En 2012, De Jong participa en una temporada completa de Auto GP con MP Motorsport. Con tres podios, terminó la temporada en quinto lugar. En 2013 continuó montando en MP Motorsport en el Auto GP. Después de perderse el primer fin de semana de carrera debido a un fin de semana GP2, terminó séptimo con dos podios.

### GP2
En 2012, De Jong también hizo su debut en GP2 en el Valencia Street Circuit para el equipo Rapax. Firmó un contrato para cuatro carreras aquí, y también conduce para el equipo en Silverstone, Hungaroring y en Spa-Francorchamps. Además de Giedo van der Garde y Nigel Melker, él es el tercer holandés en este campeonato.
Al año siguiente regresa a MP para montar GP2 durante toda una temporada. Este es un debut en esta clase para MP. De Jong anotó dos veces y terminó en el puesto 24 del campeonato. En 2014 anotó dos puntos en la décima posición en Spa-Francorchamps y el Circuito Yas Marina
Al año siguiente, nuevamente con MP, tuvo un accidente en Spa-Francorchamps, resultó herido, lo que le hizo perder dos fines de semana de carreras. Durante los últimos dos fines de semana en el Circuito Internacional de Baréin y el Circuito Yas Marina, regresó para el equipo Trident como reemplazo del veterano Johnny Cecotto Jr.
En 2016, De Jong regresó a MP, donde fue compañero de equipo del campeón de Fórmula Renault 3.5 Oliver Rowland. Se retiró tras esta temporada de la categoría, y desde entonces solamente a competido en algunas carreras de gran turismos con el mismo equipo.

## Resultados

### GP2 Series
(Clave) (negrita indica pole position) (cursiva indica vuelta rápida puntuable)

| Año  | Escudería     | 1   | 1   | 2   | 2   | 3   | 3   | 4   | 4   | 5   | 5   | 6   | 6   | 7   | 7   | 8   | 8   | 9   | 9   | 10  | 10  | 11  | 11  | 12  | 12  | Pos. | Puntos | Ref.  |
| ---- | ------------- | --- | --- | --- | --- | --- | --- | --- | --- | --- | --- | --- | --- | --- | --- | --- | --- | --- | --- | --- | --- | --- | --- | --- | --- | ---- | ------ | ----- |
| 2012 | Rapax Team    | KUA | KUA | SAK | SAK | SAK | SAK | BAR | BAR | MON | MON | VAL | VAL | SIL | SIL | HOC | HOC | BUD | BUD | SPA | SPA | MNZ | MNZ | SIN | SIN | 26.º | 0      | [ 2 ] |
| 2012 | Rapax Team    |     |     |     |     |     |     |     |     |     |     | 16  | 9   | Ret | 13  |     |     | 15  | 19  | 13  | 11  |     |     |     |     | 26.º | 0      | [ 2 ] |
| 2013 | MP Motorsport | KUA | KUA | SAK | SAK | BAR | BAR | MON | MON | SIL | SIL | NÜR | NÜR | BUD | BUD | SPA | SPA | MNZ | MNZ | SIN | SIN | YMC | YMC |     |     | 24.º | 3      | [ 3 ] |
| 2013 | MP Motorsport | Ret | 14  | Ret | 19  | 16  | 18  | 10  | 9   | 22  | 18  | 15  | Ret | 12  | Ret | Ret | 17  | 11  | 19  | 17  | 7   | 19† | 17  |     |     | 24.º | 3      | [ 3 ] |
| 2014 | MP Motorsport | SAK | SAK | BAR | BAR | MON | MON | SPI | SPI | SIL | SIL | HOC | HOC | BUD | BUD | SPA | SPA | MNZ | MNZ | SOC | SOC | YMC | YMC |     |     | 28.º | 2      | [ 4 ] |
| 2014 | MP Motorsport | 11  | 11  | Ret | 19  | 11  | Ret | 19  | 21  | 19  | 14  | Ret | 16  | 14  | 18  | 10  | 13  | Ret | 9   | 14  | 19  | 10  | Ret |     |     | 28.º | 2      | [ 4 ] |
| 2015 |               | SAK | SAK | BAR | BAR | MON | MON | SPI | SPI | SIL | SIL | BUD | BUD | SPA | SPA | MNZ | MNZ | SOC | SOC | SAK | SAK | YMC | YMC |     |     | 23º  | 1      | [ 5 ] |
| 2015 | MP Motorsport | 18  | 13  | 15  | 9   | 12  | 12  | 21  | 12  | 11  | 26† | 10  | Ret | Ret | DNS |     |     |     |     |     |     |     |     |     |     | 23º  | 1      | [ 5 ] |
| 2015 | Trident       |     |     |     |     |     |     |     |     |     |     |     |     |     |     |     |     |     |     | 19  | 14  | Ret | C   |     |     | 23º  | 1      | [ 5 ] |
| 2016 | MP Motorsport | BAR | BAR | MON | MON | BAK | BAK | SPI | SPI | SIL | SIL | BUD | BUD | HOC | HOC | SPA | SPA | MNZ | MNZ | KUA | KUA | YMC | YMC |     |     | 21.º | 6      | [ 6 ] |
| 2016 | MP Motorsport | 14  | 17  | 9   | 11  | 8   | 14  | 14  | 20  | 19  | 16  | 15  | 11  | Ret | 16  | 17  | 17  | 17  | 19  | 17  | Ret | 14  | Ret |     |     | 21.º | 6      | [ 6 ] |